# Филлипс, Дин
Дин Бенсон Филлипс (англ. Dean Phillips; род. 20 января 1969, Сент-Пол) — американский политик, демократ, владелец многомиллионного бизнеса по производству десерта, наследник семейной компании по производству спиртных напитков Phillips Distilling Company. С января 2019 года представляет третий округ штата Миннесота в Палате представителей США.
В октябре 2023 года объявил о выдвижении своей кандидатуры на праймериз Демократической партии на президентских выборах в США 2024 года в качестве претендента на пост президента.

## Биография
Дин Филлипс имеет еврейское происхождение. Он родился в 1969 году в семье Арти Пфефера и его жены Диди Коэн. Когда ему было шесть месяцев, его отец погиб во Вьетнаме. Позже его мать вышла замуж за Эдди Филлипса, сына Полин Филлипс и наследника Phillips Distilling Company, одного из крупнейших в то время оптовых торговцев вином и спиртными напитками в стране.
Начальное образование получил в The Blake School в Хопкинсе, штат Миннесота. Окончив её в 1987 году, поступил в Брауновский университет. В 1991 году получил степень бакалавра искусств. После окончания учёбы Филлипс работал в компании по производству велосипедных аксессуаров и одежды в Эдине, штат Миннесота. Через два года присоединился к семейному бизнесу. Работал в различных отделах компании и учился в Университете Миннесоты с целью получения степени магистра делового администрирования. После окончания университета, в 2000 году, Филлипс стал президентом компании Phillips Distilling. Позже стал председателем совета директоров Talenti Gelato, ещё одной компании, в которой семья Филлипсов имела долю. Филлипс является владельцем сети кафе Penny’s, которая имеет филиалы в Миннеаполисе и Линден-Хиллз.
Филлипс был женат с 1995 года до развода в 2015 году. От этого брака у него родились две дочери. Сейчас он живет со своей нынешней женой Аннализой в Уэйзате, штат Миннесота.
В 2018 году Филлипс баллотировался в Палату представителей США. Баллотировался против действующего республиканца Эрика Полсена, который представлял округ с 2009 года. Филлипс набрал 55,6 % голосов, став первым демократом, представляющим 3-й избирательный округ в Палате представителей США с 1961 года, когда Рой Виер проиграл перевыборы. Он был инаугурирован 3 января 2019 года и сохранил своё место на выборах в Конгресс в 2020 и 2022 годах. В 118-м Конгрессе США был сопредседателем Комитета по демократической политике и коммуникациям Палаты представителей и, таким образом, входил в руководство фракции демократов, но ушёл с этого поста 1 октября 2023 года. Его позиция по вопросу о президентских выборах 2024 года в США больше не совпадала с позицией Демократической фракции.
С лета 2023 года Филлипс регулярно критиковал планы президента Джо Байдена баллотироваться на второй срок на выборах в 2024 году, несмотря на его преклонный возраст и низкие рейтинги. На тот момент у Байдена также не было серьезных внутрипартийных соперников; потенциально опасные кандидаты, такие как губернаторы Гэвин Ньюсом (Калифорния) и Гретхен Уитмер (Мичиган), поддержали Байдена. Филлипс, однако, призвал таких видных политиков-демократов бросить вызов Байдену на праймериз, поскольку ему кажется вероятным, что Байден проиграет основные выборы в ноябре 2024 года. В идеале, по его словам, президент должен добровольно передать бразды правления следующему поколению политиков. Когда эти призывы стихли, 26 октября 2023 года Филлипс объявил, что будет баллотироваться в качестве претендента на президентских праймериз демократов, и на следующий день начал свою кампанию в штате Нью-Гэмпшир.